# 道の駅那須野が原博物館
道の駅那須野が原博物館（みちのえき なすのがはらはくぶつかん）は、栃木県那須塩原市にある市道塩原街道線の道の駅である。
登録当初の名称は道の駅にしなすのだった。

## 施設
那須野が原博物館に隣接して、道路情報館やトイレを整備することにより道の駅として登録された。博物館と一体化した道の駅である。
- 駐車場（普通車90台、大型車10台、身体障害者用3台）
- トイレ（男15、女17、多目的トイレ2）
- 公衆電話
- 道路情報館
- 那須野が原博物館
- 田園空間博物館総合案内所

## アクセス
- 市道塩原街道線[4] - 開駅当初は国道400号であったが、大田原西那須野バイパスの開通に伴い、2009年4月1日に那須塩原市に移管された[要出典]。
  - 国道4号
  - 国道400号
  - 栃木県道55号西那須野那須線
  - 栃木県道259号折戸西那須野線
  - 栃木県道317号西那須野停車場線

## 周辺
- 烏ヶ森公園
  - NHK那須塩原中継局
- 西那須野駅
- ピラミッド温泉

## 那須野が原博物館
那須野が原博物館は那須塩原市が運営する博物館。1977年開館の西那須野町郷土資料館を前身として2004年に開館し、2005年に那須塩原市那須野が原博物館となった。附属施設として、黒磯郷土館がある。付属施設の日新の館と関谷郷土資料館は2019年3月31日に閉館した。